# Einfarbkauz
Der Einfarbkauz (Ninox theomacha), gelegentlich auch Brauner Buschkauz oder Russrückensperbereule genannt, ist eine Eulenart aus der Gattung der Buschkäuze. Das Vorkommen ist auf die Insel Neuguinea und wenige kleine Nachbarinseln beschränkt.

## Merkmale
Die kleine bis mittelgroße Eule wird 20 bis 28 Zentimeter lang, das Weibchen ist etwas größer als das Männchen. Die Oberseite ist einfarbig dunkelbraun mit wenigen weißen Flecken auf den Armschwingen. Die Unterseite ist einfarbig kastanienbraun. Das Gesicht ist schwarzbraun mit etwas Weiß an der Stirn, kräftig gelben Augen und einem schwärzlichen Schnabel mit gelblicher Spitze. Die Füße sind bis zum Ansatz der gelblichen oder bräunlichen Zehen tief rotbraun befiedert, die Krallen schwarz.

## Lebensweise
Der Einfarbkauz bewohnt Tiefland-Regenwald und Waldränder, steigt aber in Bergwäldern bis in 2500 Meter Höhe auf. Die Nahrung ist kaum bekannt, der Vogel wurde aber bei der Verfolgung fliegender Insekten beobachtet. Der Ruf besteht aus Serien leicht in der Tonfolge fallender Doppellaute kru-kru, die häufig im Abstand von einigen Sekunden wiederholt werden.

## Verbreitung
Er lebt endemisch in Neuguinea und den südöstlich und nordwestlich vorgelagerten Inseln. Die Nominatform N. t. theomacha bewohnt Neuguinea. N. hoedtii auf Waigeo und Misool ist matter gefärbt. N. t. goldii von den D’Entrecasteaux-Inseln sowie  N. t. rosseliana vom Louisiade-Archipel sind an der unteren Brust und am Bauch weiß gefleckt.